# Драгушиново
Драгуши́ново (болг. Драгушиново) — село в Софійській області Болгарії. Входить до складу общини Самоков.

## Населення
За даними перепису населення 2011 року у селі проживали 672 особи, з них 651 особа (99,8%) — болгари.
Розподіл населення за віком у 2011 році:
Динаміка населення: